# Illa de Stolbovói
L'illa de Stolbovói (en rus: Столбовой остров) és una llarga i estreta illa deshabitada situada al sud-oest de l'arxipèlag de Nova Sibèria, a la part oriental del mar de Laptev. Es troba a 184 km de distància de la costa de Sibèria i uns 100 km al sud-oest de l'illa de Kotelny. Pertany a les illes de Nova Sibèria, més en concret al subgrup de les illes Liàkhovski, tot i trobar-se força separada del grup principal.

## Història
Segons la tradició russa el 1690 el boiar Maxim Mukhoplev va visitar l'illa i va trobar una sèrie de creus, les tombes dels mariners russos que hi havien estat anteriorment. Stolbovói va ser cartografiada per primera vegada el 1800 per Iakov Sànnikov.
Durant el període soviètic es va instal·lar una estació meteorològica a la costa nord-oest de l'illa. El 2012 es va instal·lar una instal·lació automàtica de monitorització GLONASS (Global Navigation Satellite System) al mateix lloc. Administrativament l'illa pertany a la República de Sakhà de la Federació Russa.

## Geografia i clima
La superfície de l'illa és d'aproximadament 170 km², amb una longitud de 47 km i una amplada màxima de 10 km. El punt més septentrional de l'illa va rebre el nom de Cap Toll, en honor de l'explorador rus Eduard van Toll. Hi ha un llac de 5 km de llarg al nord-est de l'illa. Està separat del mar per un estret cordó litoral. Hi ha un riu de 13 km de llarg, el riu Stolbovói, que discorre cap al nord per la part central de l'illa.
El punt més alt de l'illa s'eleva fins als 222 metres. L'illa té penya-segats d'entre 15 i 70 m d'alçada, el relleu inferior fins a la platja està dominat per estructures pedregoses semblants a monticles cònics.
El clima de la zona és excepcionalment sever, amb hiverns prolongats i durs, de manera que les aigües del deu voltant estan cobertes de gel la major part de l'any.

## Geologia
L'illa està formada per roques sedimentàries, deformades tectònicament, que s'acumularen durant els períodes del Juràssic superior al Cretaci. Aquestes turbidites, que contenen els fòssils de pelecípodes marins, consisteixen en llits de pedra sorrenca entrecreuats de manera gruixuda i rítmica amb llits de limolita i argilita. Aquestes roques s'han plegat en una estructura sinclinal, amb encavalcaments i intrusions de petits dics de diorita de quars.

## Vegetació
La vegetació consta de paisatges àrids, gairebé erms, cobert per herbes, líquens, molses i hepàtiques disperses. Les ciperàcies i arbustos nans no són habituals. Aquestes plantes formen una coberta vegetal escassa (2-40%) i de creixement baix. Les plantes sovint creixen en sediments de gra gruixut, sovint calcaris.